# Roadiano
| Periodo                                                                                    | Epoca               | Piano          | Età (Ma)      |
| ------------------------------------------------------------------------------------------ | ------------------- | -------------- | ------------- |
| Triassico                                                                                  | Triassico inferiore | Induano        | Più recente   |
| Permiano                                                                                   | Lopingiano          | Changhsingiano | 254,14 ± 0,07 |
| Permiano                                                                                   | Lopingiano          | Wuchiapingiano | 259,51 ± 0,21 |
| Permiano                                                                                   | Guadalupiano        | Capitaniano    | 264,28 ± 0,16 |
| Permiano                                                                                   | Guadalupiano        | Wordiano       | 266,9 ± 0,4   |
| Permiano                                                                                   | Guadalupiano        | Roadiano       | 274,4 ± 0,4   |
| Permiano                                                                                   | Cisuraliano         | Kunguriano     | 283,3 ± 0,4   |
| Permiano                                                                                   | Cisuraliano         | Artinskiano    | 290,1 ± 0,26  |
| Permiano                                                                                   | Cisuraliano         | Sakmariano     | 293,52 ± 0,17 |
| Permiano                                                                                   | Cisuraliano         | Asseliano      | 298,9 ± 0,15  |
| Carbonifero                                                                                | Pennsylvaniano      | Gzheliano      | Più antico    |
| Suddivisione del Permiano secondo la Commissione internazionale di stratigrafia dell'IUGS. |                     |                |               |

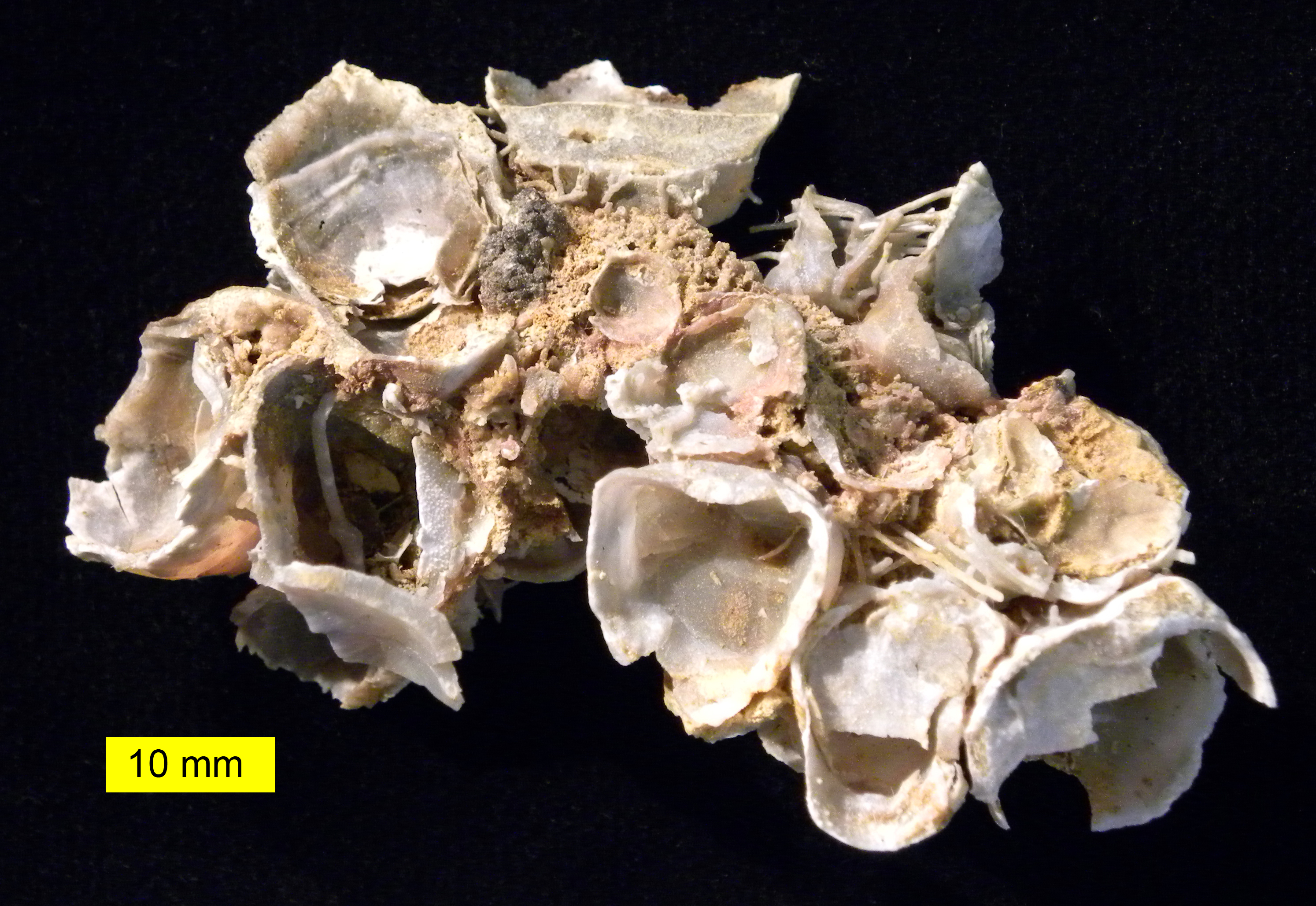
Hercosestria cribrosa.

Nella scala dei tempi geologici il Roadiano è il primo dei tre piani in cui è suddiviso il Guadalupiano, la seconda delle tre epoche che costituiscono il periodo Permiano.  
Il Roadiano è compreso tra 270,6 ± 0,7 e 268,0 ± 0,7 milioni di anni fa (Ma). È preceduto dal Kunguriano, l'ultimo piano del precedente Cisuraliano e seguito dal Wordiano.

## Etimologia e storia del nome
Il Guadalupiano, vale a dire l'epoca del Permiano medio, era stato fino al 1961 suddiviso in due piani, il Wordiano e il Capitaniano. Tentativi successivi di correlare meglio la stratigrafia Permiana del sud-est degli Stati Uniti con quella europea della Russia, portarono nel 1964 alla conclusione che era necessario introdurre un'ulteriore suddivisione.
Il nuovo piano, il Roadiano, fu definito nel 1968 e derivò il suo nome dal "Road Canyon Member", lo strato più basso e di conseguenza più antico della "Word Formation" che aveva già identificato il Wordiano. Il Roadiano fu poi ufficialmente riconosciuto dalla IUGS nel 2001 sulla base di una nuova proposta di suddivisione del Guadalupiano presentata nel 1999.

## Definizioni stratigrafiche e GSSP
La base del Roadiano, nonché dell'epoca del Guadalupiano, è data dalla prima comparsa negli orizzonti stratigrafici dei conodonti della specie Jinogondolella nankingensis, in un continuum evolutivo dalla Mesogondolella idahoensis alla Jinogondolella nankingensis.
Il limite superiore, nonché base del successivo piano Wordiano, è dato dalla prima comparsa dei conodonti della specie Jinogondolella aserrata.

### GSSP
IL GSSP, il profilo stratigrafico di riferimento  della Commissione Internazionale di Stratigrafia, è localizzato nel Guadalupe Mountains National Park, Texas, U.S.A., sul versante sud dei Monti Guadalupe, alla latitudine 31.8767°N e longitudine 104.8768°W.

## Estinzione di massa
All'inizio del Guadalupiano, tra il Roadiano e il Wordiano, ci fu un'estinzione di massa dei vertebrati terrestri nota come Estinzione di Olson..